# Olive (Illinois)
Olive está situado em Madison County, Illinois, nos Estados Unidos. De acordo com o censo de 2010, sua população era de 1.785 e tinha 842 unidades habitacionais.

## Geografia
De acordo com o censo de 2010, a cidade tem uma área total de 31.52 sq mi (81.6 km2), dos quais 31.19 sq mi (80.8 km2) é terra e 0.33 sq mi (0.85 km2) é água.